# Тіра (зупинний пункт)
Ті́ра — пасажирський залізничний зупинний пункт Одеської дирекції Одеської залізниці.
Розташований в одному з житлових масивів міста Білгород-Дністровський Білгород-Дністровського району Одеської області на лінії Одеса-Застава I — Арциз між станціями Шабо (6 км) та Білгород-Дністровський (1 км).
Названа на честь давнього міста Тіра, що існувало раніше на цьому місці. Зупиняються приміські електрички, пасажирські поїзди слідують без зупинки.